# Maximilian Ortner
Maximilian Ortner (4 giugno 2002) è un saltatore con gli sci austriaco.

## Biografia
Originario di Feldkirchen in Kärnten e attivo dal gennaio del 2016, in Coppa del Mondo ha esordito il 6 gennaio 2023 a Bischofshofen (28º), ha ottenuto il primo podio il 23 novembre 2024 a Lillehammer (3º) e la prima vittoria il 18 gennaio 2025 a Zakopane. Ai Mondiali di Trondheim 2025, suo debutto iridato, ha vinto la medaglia d'argento nella gara a squadre e si è classificato 23º nel trampolino normale e 6º nel trampolino lungo. Non ha preso parte a rassegne olimpiche.

## Palmarès

### Mondiali
- 1 medaglia:
  - 1 argento (gara a squadre a Trondheim 2025)

### Coppa del Mondo
- Miglior piazzamento in classifica generale: 81º nel 2023
- 3 podi (2 individuali, 1 a squadre):
  - 1 vittoria (a squadre)
  - 2 terzi posti (individuali)

#### Coppa del Mondo - vittorie
| Data            | Località | Nazione | Trampolino                                                            |
| --------------- | -------- | ------- | --------------------------------------------------------------------- |
| 18 gennaio 2025 | Zakopane | Polonia | Wielka Krokiew HS140 (con Jan Hörl, Stefan Kraft e Daniel Tschofenig) |

### Coppa Continentale
- Vincitore della Coppa Continentale nel 2024
- 7 podi
  - 2 vittorie
  - 3 secondi posti
  - 2 terzi posti